# Институт природопользования НАН Беларуси
Институт природопользования НАН Беларуси — научно-исследовательский институт, образованный 1 июня 1932 года на базе Института торфа (1932—1990, в 1990—2008 назывался Институт проблем использования природных ресурсов и экологии).

## Научные направления
Основными научными направлениями института являются:
- разработка научных основ природопользования и охраны окружающей среды;
- оценка, прогнозирование и оптимизация антропогенных воздействий на природные комплексы;
- научное обоснование создания ресурсосберегающих технологий добычи, переработки и использования твёрдых горючих ископаемых;
- изучение условий формирования и оценка состояния пресных питьевых и минеральных вод;
- изучение геодинамики земной коры и современных геологических процессов на территории Беларуси;
- геоэкологическое обоснование проектирования и размещения особо ответственных сооружений и экологоопасных объектов (АЭС, ГЭС, подземных хранилищ газа, мест захоронения высокотоксичных отходов и др.);
- диагностика состояния природной среды на основе использования современных аэрокосмических, наземных, телекоммуникационных и информационно-измерительных средств.

## Научно-исследовательские подразделения
Центр климатических исследований
Центр по торфу и сапропелям
- Лаб. экотехнологий;
- Лаб. использования и охраны торфяных и сапропелевых месторождений;
- Лаб. биогеохимии и агроэкологии;
- Лаб. физико-химической механики природных дисперсных систем;

Центр экологии городов и трансграничного загрязнения
- Лаб. оптимизации геосистем;
- Лаб. трансграничного загрязнения и климатологии;

Центр литосферы и минерагении
- Лаб. геодинамики и палеогеографии;
- Лаб. геотектоники и геофизики;
- Лаб. гидрогеологии и гидроэкологии.

Кроме того действуют:
- Отдел международных связей, патентно-лицензионной и информационной работы
- Группа управления научно-техническими программами.

- Экспериментальная база «Свислочь».

Издаётся журнал «Природопользование». Издание входит в список ВАК Беларуси.
Директор — доктор физико-математических наук, профессор Сергей Александрович Лысенко.

### Сотрудники
В настоящее время в институте работают 3 академика НАН Беларуси:
- академик Владимир Федорович Логинов;
- академик Алексей Васильевич Матвеев;
- академик Радим Гаврилович Гарецкий.